# 南喀尔巴阡山脉

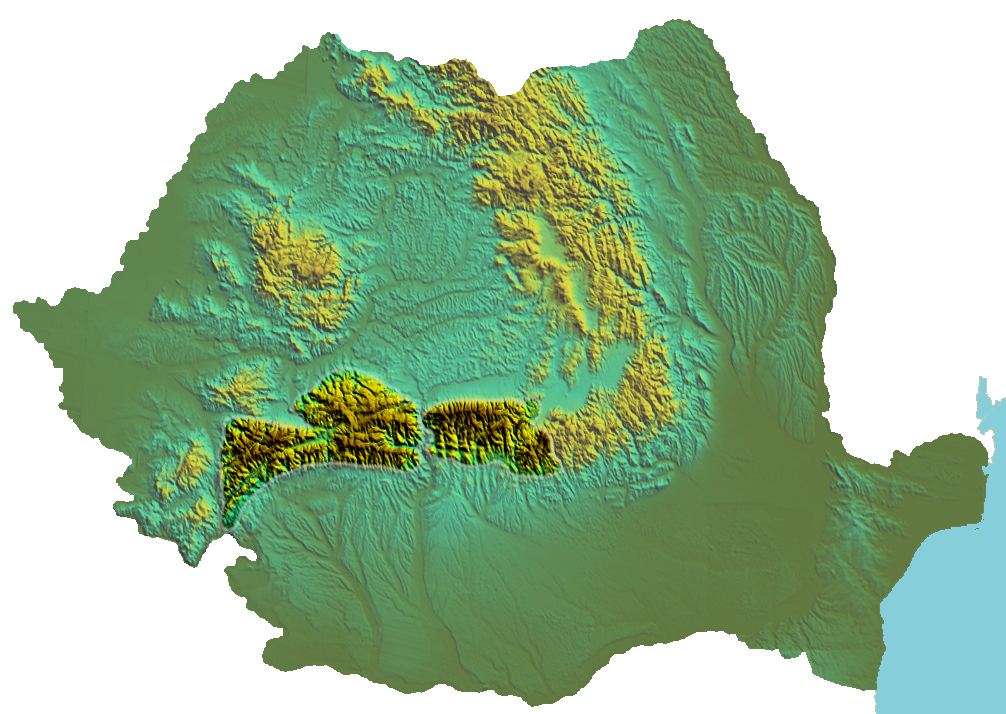
南喀尔巴阡山脉

南喀尔巴阡山脉，又稱是东西横贯罗马尼亚的一条山脉。最高峰是摩尔多韦亚努峰，海拔高度2,544米。其他主要高峰有大帕伦格峰（海拔2518米）、佩莱亚加峰（海拔2509米）。南喀尔巴阡山脉是特兰西瓦尼亚地区与瓦拉几亚地区的天然边界。也曾经是匈牙利王国同奥斯曼土耳其帝国、罗马尼亚王国之间的边界。